# Igor Kravtsjoek
Igor Aleksandrovitsj Kravtsjoek (Russisch: Игорь Александрович Кравчук) (Oefa, 13 september 1966) is een Sovjet-Russisch ijshockeyer.
Kravtsjoek won tijdens de 1988 de gouden medaille met de Sovjetploeg en in Olympische Winterspelen 1992 de gouden medaille met het Gezamenlijk team. Met de Russische ploeg won Kravtsjoek de zilveren medaille in Olympische Winterspelen 1998 en de bronzen medaille in Olympische Winterspelen 2002.
Kravtsjoek speelde meer dan tien jaar in de NHL.